# ペルセポリス WFC
ペルセポリスFCW（英: Persepolis F.C. (women)、ペルシャ語: باشگاه فوتبال زنان پرسپولیس‎）は、イラン・テヘランに本拠を置くプロの女子サッカークラブである。 このクラブはペルセポリスFCの女子サッカー部門であり、1部リーグに所属している。ホームゲームはシャヒード・カゼミ・スタジアムで行われる。

## 歴史
1970年代
イランにおける女子サッカーは1970年に始まりました。当時、女性たちは路地や通りで男子のサッカー大会に参加したり、一部の男子の試合にも参加していました。この時期、数多くのコーチが日本でFIFAのトップグレード研修コースに参加し、日本女子サッカー代表チームが韓国、シンガポール、インドの女子チームと対戦する試合を観戦することができました。1970年以降、適切な水準に到達するための本格的な取り組みが始まりました。その後、女性たちはまずサッカーのトレーニングに参加し、次にタージ、デイヒム、ペルセポリス、オガブなどのクラブチームに加わりました。これらのチーム間でさまざまな競技会を開催することで、優秀な選手が選抜され、初のイラン女子代表チームに編成されました。このチームは、元バレーボール選手やバスケットボール選手、そして12歳から18歳までの若手アスリートで構成されていました。スポーツ雑誌で彼女たちの進展が報じられると、トレーニングはより本格的になり、徐々に多くの女性ファンがチームを応援するようになりました。全国の教育機関の協力により、有望な若手選手のスカウトも行われました。
イラン女子代表チームの初代ヘッドコーチはアラン・ロジャース（ペルセポリス出身）で、同時に男子チームのコーチも務めていました。
2022年にはチーム再建が議題に上がりました。
2020年代
2024年10月12日、数々の反対や困難を乗り越えた末、ペルセポリスはイラン女子リーグに所属する「アコ・ケルマンサハ女子サッカーチーム」の権利を取得したことが発表されました。これにより、ペルセポリスは女子サッカー部門を再設立し、女子サッカーの舞台への復帰というスポーツ史上重要な一歩を踏み出しました。
2024年10月の再開直後、ペルセポリス・フットボールクラブは有能な女子選手の募集を行いました。わずか2日間で、300人以上の少女がチームのトレーニングテストに参加しました。ペルセポリス女子サッカーチームの復活は、サッカーに関心を持つイランの少女たちの間で大きな関心と熱意を呼び起こし、5日間で500人以上がチームへの参加を希望しました。

## タイトル

### 国内タイトル

#### イランリーグ1部
優勝 (1) : 2024-25

## シーズン成績
| シーズン | リーグ                     | 試 | 勝 | 分 | 敗 | 得 | 失 | 勝点 | 順位 | チーム数 | カップ杯 | AWCL |
| -------- | -------------------------- | -- | -- | -- | -- | -- | -- | ---- | ---- | -------- | -------- | ---- |
| 2024-25  | イランリーグ1部            | 13 | 9  | 1  | 3  | 24 | 6  | 19   | 1位  | 6        | —        | —    |
| 2025-26  | コーサル女子サッカーリーグ |    |    |    |    |    |    |      |      |          | —        | —    |